# Asystasia lindauiana
Asystasia lindauiana är en akantusväxtart som först beskrevs av Gustav Lindau, och fick sitt nu gällande namn av Hutchinson och Dalziel. Asystasia lindauiana ingår i släktet Asystasia och familjen akantusväxter. Inga underarter finns listade i Catalogue of Life.